# Павлоградський міст
Павлогра́дський міст — автомобільно-пішохідний міст через річку Сіверський Донець. Розташований біля селища Павлоград, від якого й дістав назву. З'єднує Сєвєродонецьку та Лисичанську міські громади в Луганській області. Уведений в експлуатацію 1957 року.

## Історія
Перший міст у цьому районі збудований 1898 року. Він був заввишки трохи більше за рівень води і мав дерев'яну конструкцію. Щороку під час водопілля його зривало водою, після чого, на період відновлення моста, користувалися поромом і човновим перевезенням. Так тривало до 30-х років XX століття.

### Висоководний дерев'яний міст
В 1933 році на лівому березі річки Сіверський Донець почали будувати хімкомбінат. Начальником будівництва був Олександр Забєльський. Він та інші робітники жили тоді в Лисичанську, а на лівий берег їздили кіньми. Це створювало багато незручностей, а особливо тоді, коли весняна повінь зірвала міст, що з'єднував будівельний майданчик із Лисичанськом. Грошей на будівництво капітального висоководного моста не було, тому Забєльський вирішив, що селище хіміків краще будувати біля самого комбінату. У цьому він переконав і наркома важкої промисловості Григорія Орджонікідзе. Одразу після водопілля 1934 року будівельники почали зводити новий міст, бараки для робітників і ще ряд об'єктів.
Щорічне руйнування мостів затягувало терміни будівництва комбінату. Тому невдовзі після того, як у лютому 1935 року льодохід зніс черговий новозбудований міст, сюди був присланий інспектор КРК. У березні того ж року Забєльського звільнили із займаної посади, а Орджонікідзе тим часом домігся фінансування нового, високого мосту — 161 м завдовжки, 6 м завширшки з вантажністю щонайменше 30 т, який звели вже наступного року. Його висота була на рівні залізничної колії, для чого довелося робити насипи обабіч річки.
У липні 1942 року в ході німецько-радянської війни міст був спалений радянськими військами.

### Сучасний залізобетонний міст
У повоєнні роки знову постало питання будівництва моста. За роки війни річка порозмивала насипи біля берегів, тому був необхідний бетонний міст, під яким би могла проходити залізниця. Будувати його розпочали 1955 року. Водночас тимчасово був зведений і дерев'яний низьководний міст, а заразом працювала й поромна переправа, бо навесні його доводилося знімати.
Новозбудований міст увели в експлуатацію в жовтні 1957 року.

### Російсько-українська війна на сході України
З моменту введення в експлуатацію Павлоградський міст жодного разу капітально не ремонтували. Коштів із держбюджету на транспортну інфраструктуру виділяли вкрай мало, а надходжень із місцевого бюджету було недостатньо. У 2009 році начальник управління ЖКГ Лисичанської міської ради Юрій Коломієць заявляв, що загальне фінансування ремонту автомобільних доріг у 2008 році склало всього 1,8 млн грн, тоді як тільки на ремонт моста необхідно від 15 до 18 млн грн.
Міст перебував в аварійному стані до липня 2014 року. А тоді, у ході антитерористичної операції на сході України, був підірваний незаконними збройними формуваннями. Відтоді автомобільне сполучення між Лисичанськом і Сєвєродонецьком здійснювалося лише через Пролетарський міст, який теж потребував капітального ремонту.
У 2015 році, у рамках програми ЄС «Підтримка політики регіонального розвитку в Україні», Сєвєродонецька міська рада почала реалізацію проєкту "Капітальний ремонт автомобільного мосту через річку «Сіверський Донець». Його вартість склала близько 1,5 млн євро. Будівельні роботи розпочали в грудні того ж року. Протягом 2016 року були замінені 2800 м² дорожнього покриття та 900 м² тротуару, 580 м перильної огорожі, відновлене освітлення проїжджої частини мосту, облаштоване освітлення підмістного простору та аварійне освітлення, а також забезпечене відеоспостереження та телекомунікаційне сполучення з Лисичанськом.
6 грудня 2016 року міст був урочисто відкритий після капітального ремонту.

### Російсько-українська війна
Під час повномасштабної збройної агресії російські загарбники зруйнували міст вдруге.
20 травня у російській пропаганді була продемонстрована робота 2С4 «Тюльпан» з міста Рубіжне. Тоді окупанти повідомили, що 240-мм міномет бив по мосту, що сполучає Сєверодонецьк із Лисичанськом. Наступного дня, 21 травня 2022 року українським військовим вдалося знищити цей 2С4 «Тюльпан» у Рубіжному. Цей міномет зруйнував Павлоградський міст та обстрілював Сєвєродонецьк.
Знищення росіянами моста ускладнить сполучення між Сєвєродонецьком і Лисичанськом, але не зупинить евакуацію людей і доправлення гуманітарних вантажів.